# Keutschach am See
Keutschach am See (slowenisch: Hodiše ob jezeru) ist eine Gemeinde mit 2418 Einwohnern (Stand 1. Jänner 2025) im Bezirk Klagenfurt-Land in Österreich, im Bundesland Kärnten.

## Geographie
Das Gemeindegebiet liegt in einer Tallandschaft, dem sogenannten Vier-Seental, zwischen dem Wörthersee im Norden und dem Höhenrücken der Sattnitz im Süden. Die Ortschaft Keutschach liegt am Ostufer des Keutschacher Sees, etwa 15 km westlich von Klagenfurt.

### Gewässer

#### Stehende Gewässer
- Keutschacher See
- Rauschelesee
- Hafnersee
- Baßgeigensee
- Oberer Spintikteich
- Penkensee
- Punschartteich
- Schlossteich
- Obiltschnigteich

#### Fließende Gewässer
- Reifnitzbach
- Weißenbach
- Kleine Bäche und Rinnsale

#### Moore
- Dobeinitzer Moor
- Zahlreiche kleinere Feuchtwiesen und Sumpfgebiete

### Gemeindegliederung
Keutschach am See besteht aus den drei Katastralgemeinden Keutschach (Hodiše), Plescherken (Plešerka), St. Nikolai (Šmiklavž). Das Gemeindegebiet gliedert sich in folgende 15 Ortschaften (Einwohnerzahl Stand 1. Jänner 2025):
- Dobein (Dobajna) (37)
- Dobeinitz (Dobajnica) (97)
- Höflein (Dvorec) (152)
- Höhe (Na Gori) (169)
- Keutschach (Hodiše) (451) samt Keutschach am See
- Leisbach (Ležbe) (112)
- Linden (Lipa) (107)
- Pertitschach (Prtiče) (198)
- Plaschischen (Plašišče) (131)
- Plescherken (Plešerka) (234)
- Rauth (Rut) (268)
- Reauz (Rjavec) (287)
- St. Margarethen (Šmarjeta) (74)
- St. Nikolai (Šmiklavž) (58)
- Schelesnitz (Železnica) (43)

### Nachbargemeinden

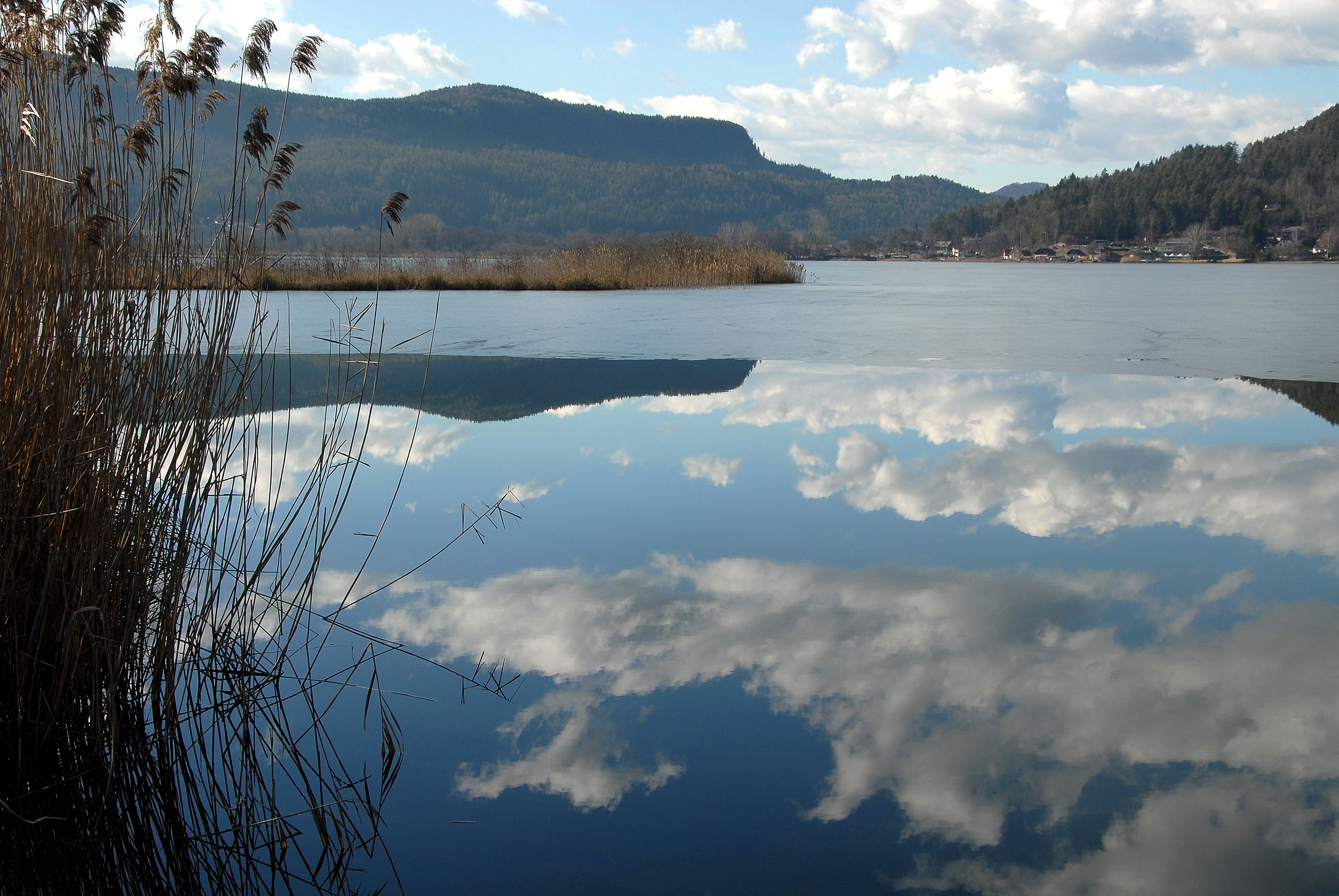
Keutschacher See

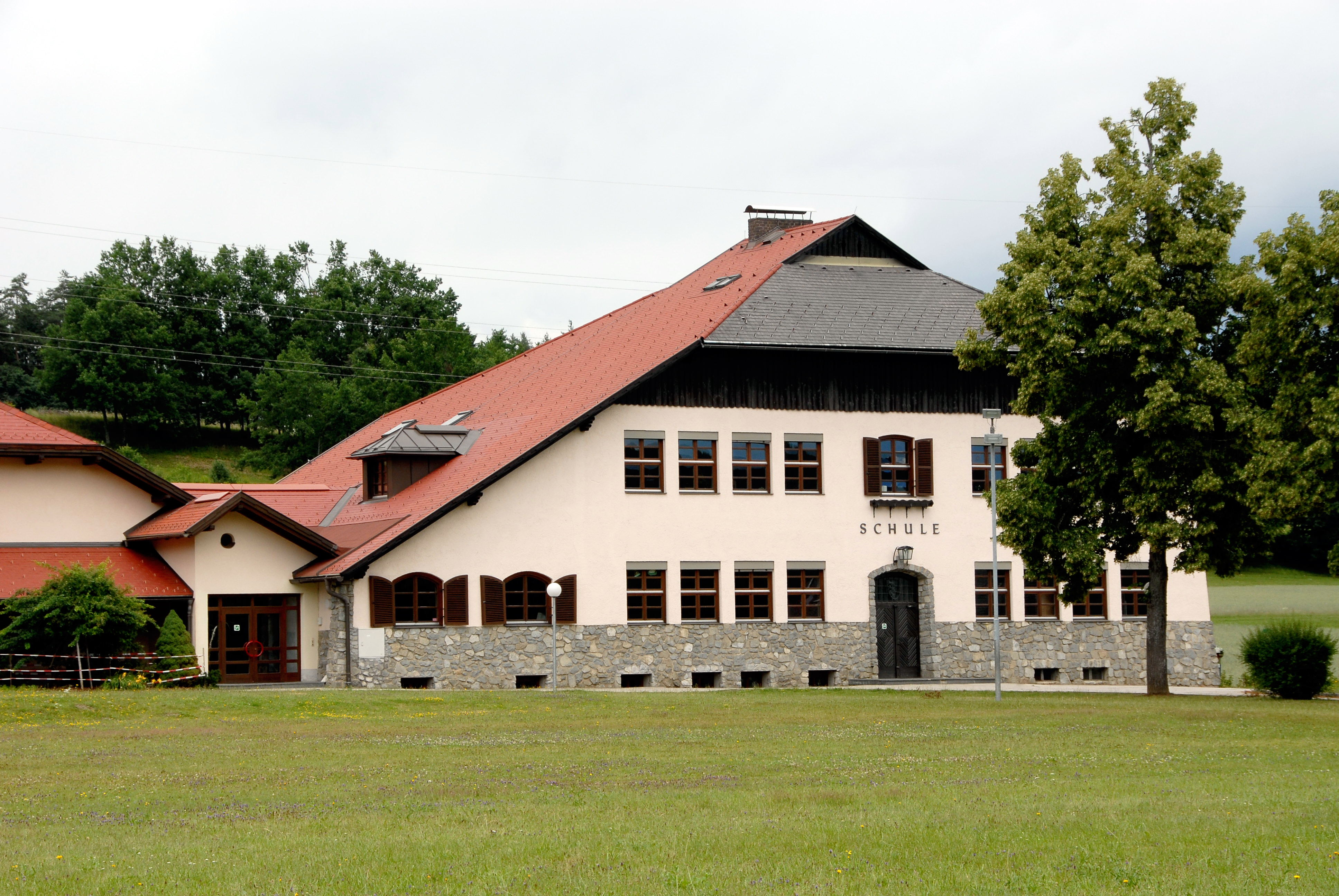
Schule im Ort Keutschach

|                          | Maria Wörth                                 |                          |
| Schiefling am Wörthersee | Kompassrose, die auf Nachbargemeinden zeigt | Klagenfurt am Wörthersee |
| Ludmannsdorf             |                                             | Köttmannsdorf            |

## Geschichte
Die älteste urkundliche Erwähnung Keutschachs (als Chodesach) stammt aus dem Jahr 1150.
Auf dem heutigen Gemeindegebiet liegt der Stammsitz des seit 1299 nachweisbaren Rittergeschlechts der Keutschacher. Bekanntestes Mitglied der Familie ist der Salzburger Erzbischof Leonhard von Keutschach, zu dessen Regierungszeit (1496–1519) sie ihre größte Macht erreichte. Der Bau von Schloss Tanzenberg durch dessen Neffen führte jedoch zu hohen Schulden, die Keutschacher verloren in der Folge an Ansehen und Einfluss und erloschen 1773 in Salzburg.
Die Gemeinde Keutschach wurde im Jahr 1850 gebildet und umfasste noch bis 1903 die Katastralgemeinde Reifnitz, die zugunsten der neu gebildeten Ortsgemeinde Maria Wörth abgetreten wurde.
Im Gemeindegebiet wurde über Jahrhunderte fast ausschließlich Landwirtschaft betrieben, bis im Verlauf des 20. Jahrhunderts der Sommertourismus eine immer wichtigere Rolle spielte.

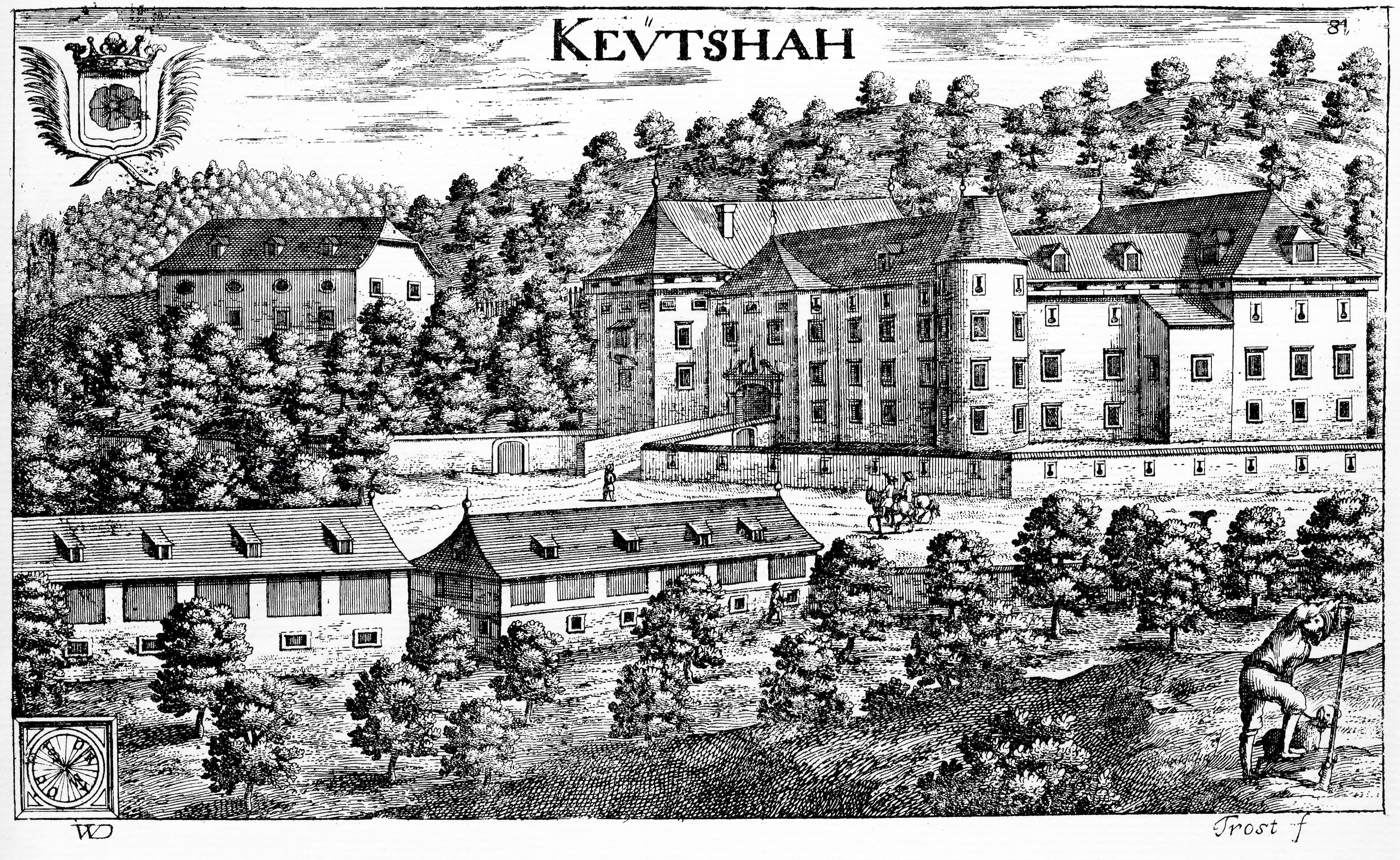
Valvasors Kupferstich vom alten Schloss aus dem Jahre 1688
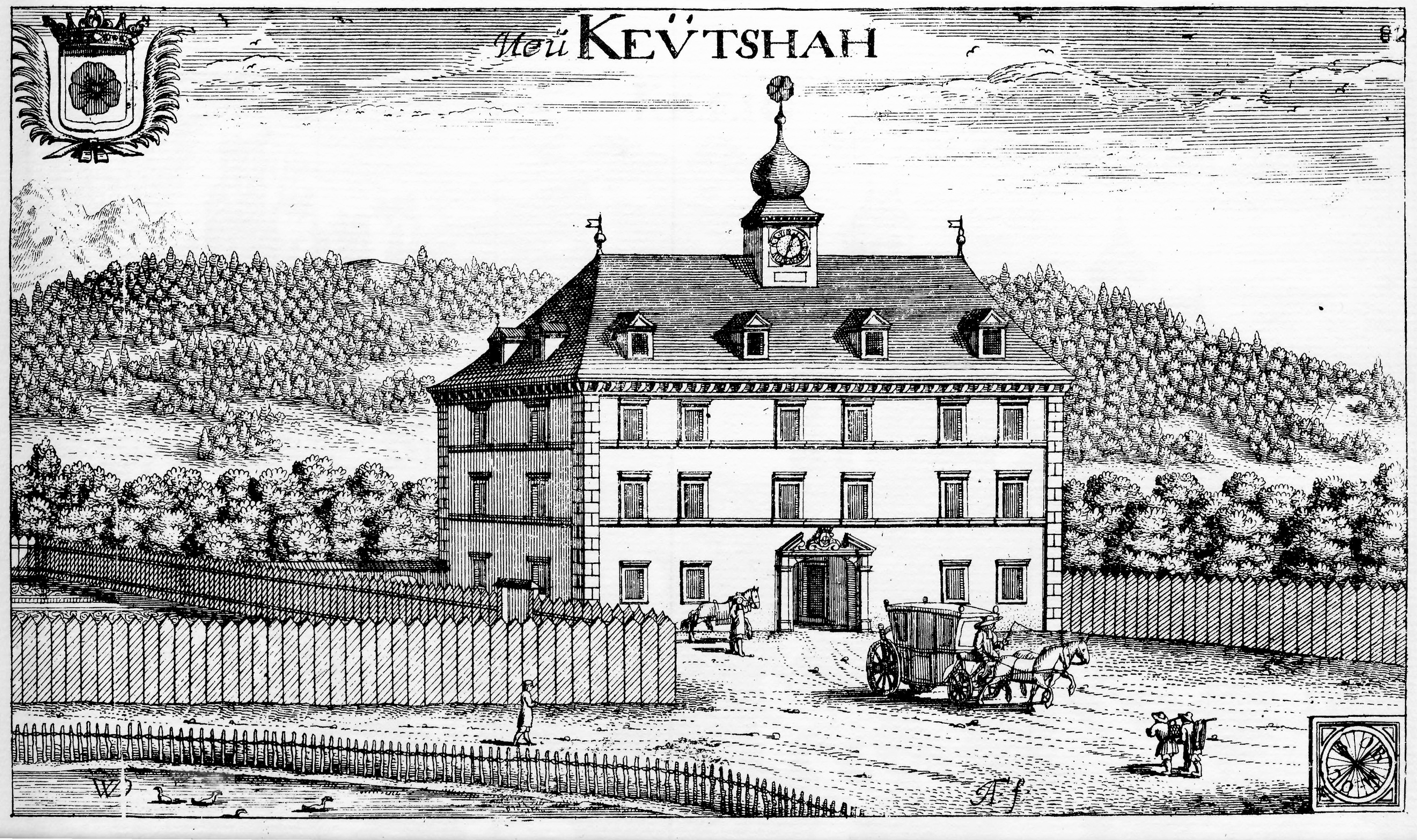
Valvasors Kupferstich vom neuen Schloss aus dem Jahre 1688
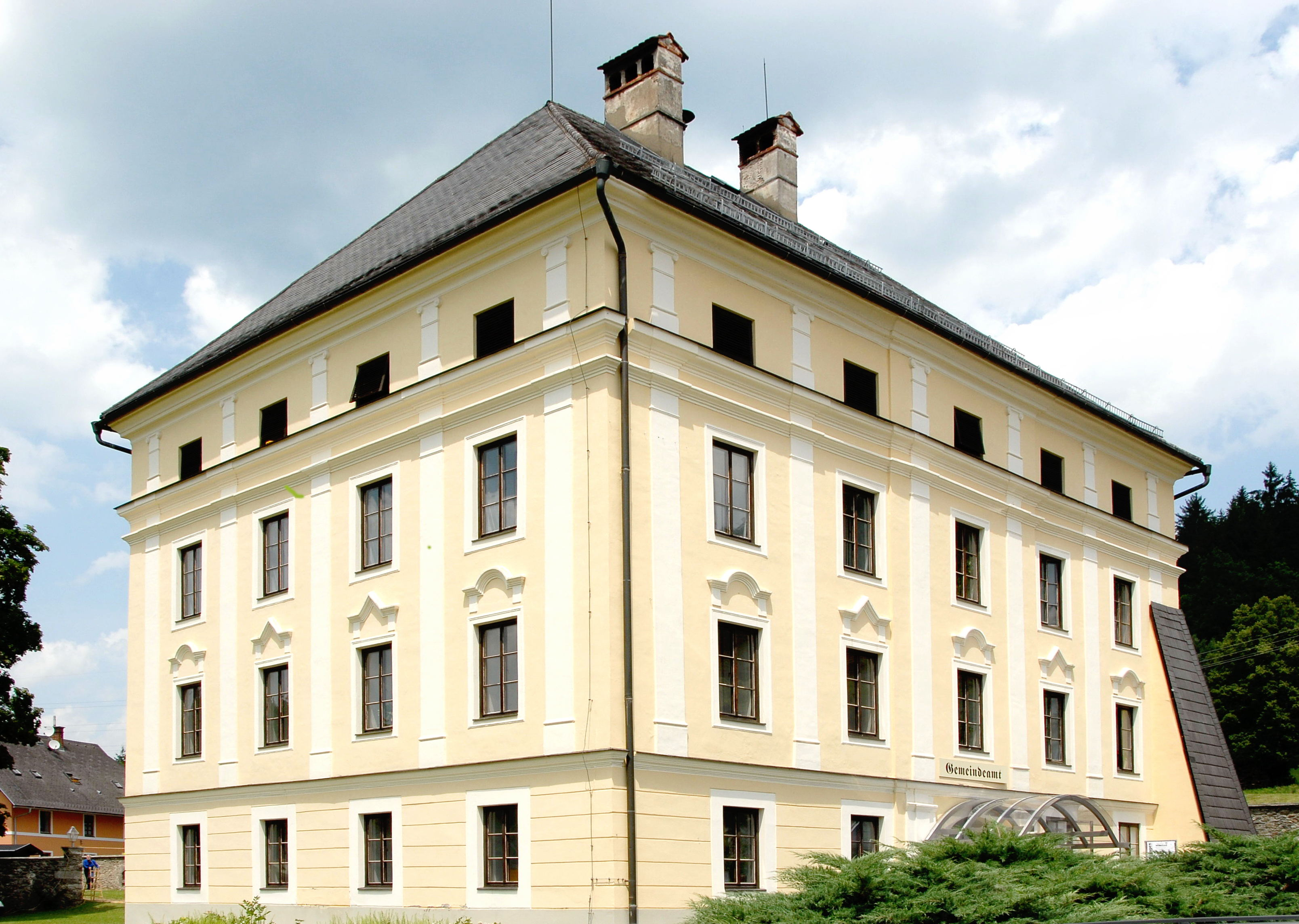
Neues Schloss Keutschach, Gemeindeamt

## Bevölkerung

### Sprache, Staatsbürgerschaft, Religion
5,6 % der Bevölkerung gehören der slowenischsprachigen Volksgruppe an. Keutschach befindet sich am nördlichen Rand des slowenischsprachigen Gebietes. Zu Beginn des 20. Jahrhunderts hatte noch der überwiegende Teil der Gemeindebewohner slowenische  Muttersprache.
95,7 % der Einwohner Keutschachs haben die österreichische Staatsbürgerschaft, 1,8 % sind Deutsche, weitere 0,5 % kommen aus anderen EU-Ländern und 2,0 % aus anderen Staaten.
Der römisch-katholischen Kirche gehören 81 % der Gemeindebevölkerung, der evangelischen Kirche 6 % an. 9 % sind ohne religiöses Bekenntnis gemeldet.

### Bevölkerungsentwicklung
Vor allem durch den zunehmenden Tourismus stieg die Einwohnerzahl ab den 1960er Jahren stark an.
| Keutschach am See: Einwohnerzahlen von 1869 bis 2024 | Keutschach am See: Einwohnerzahlen von 1869 bis 2024 | Keutschach am See: Einwohnerzahlen von 1869 bis 2024 | Keutschach am See: Einwohnerzahlen von 1869 bis 2024 | Keutschach am See: Einwohnerzahlen von 1869 bis 2024 |
| ---------------------------------------------------- | ---------------------------------------------------- | ---------------------------------------------------- | ---------------------------------------------------- | ---------------------------------------------------- |
| Jahr                                                 |                                                      |                                                      |                                                      | Einwohner                                            |
| 1869                                                 | 1869                                                 |                                                      | 1.185                                                | 1.185                                                |
| 1880                                                 | 1880                                                 |                                                      | 1.204                                                | 1.204                                                |
| 1890                                                 | 1890                                                 |                                                      | 1.294                                                | 1.294                                                |
| 1900                                                 | 1900                                                 |                                                      | 1.207                                                | 1.207                                                |
| 1910                                                 | 1910                                                 |                                                      | 1.176                                                | 1.176                                                |
| 1923                                                 | 1923                                                 |                                                      | 1.112                                                | 1.112                                                |
| 1934                                                 | 1934                                                 |                                                      | 1.207                                                | 1.207                                                |
| 1939                                                 | 1939                                                 |                                                      | 1.174                                                | 1.174                                                |
| 1951                                                 | 1951                                                 |                                                      | 1.263                                                | 1.263                                                |
| 1961                                                 | 1961                                                 |                                                      | 1.268                                                | 1.268                                                |
| 1971                                                 | 1971                                                 |                                                      | 1.515                                                | 1.515                                                |
| 1981                                                 | 1981                                                 |                                                      | 1.812                                                | 1.812                                                |
| 1991                                                 | 1991                                                 |                                                      | 2.059                                                | 2.059                                                |
| 2001                                                 | 2001                                                 |                                                      | 2.348                                                | 2.348                                                |
| 2011                                                 | 2011                                                 |                                                      | 2.451                                                | 2.451                                                |
| 2021                                                 | 2021                                                 |                                                      | 2.427                                                | 2.427                                                |
| 2024                                                 | 2024                                                 |                                                      | 2.436                                                | 2.436                                                |
| Quelle(n): Statistik Austria, Gebietsstand 1.1.2021  |                                                      |                                                      |                                                      |                                                      |

## Kultur und Sehenswürdigkeiten

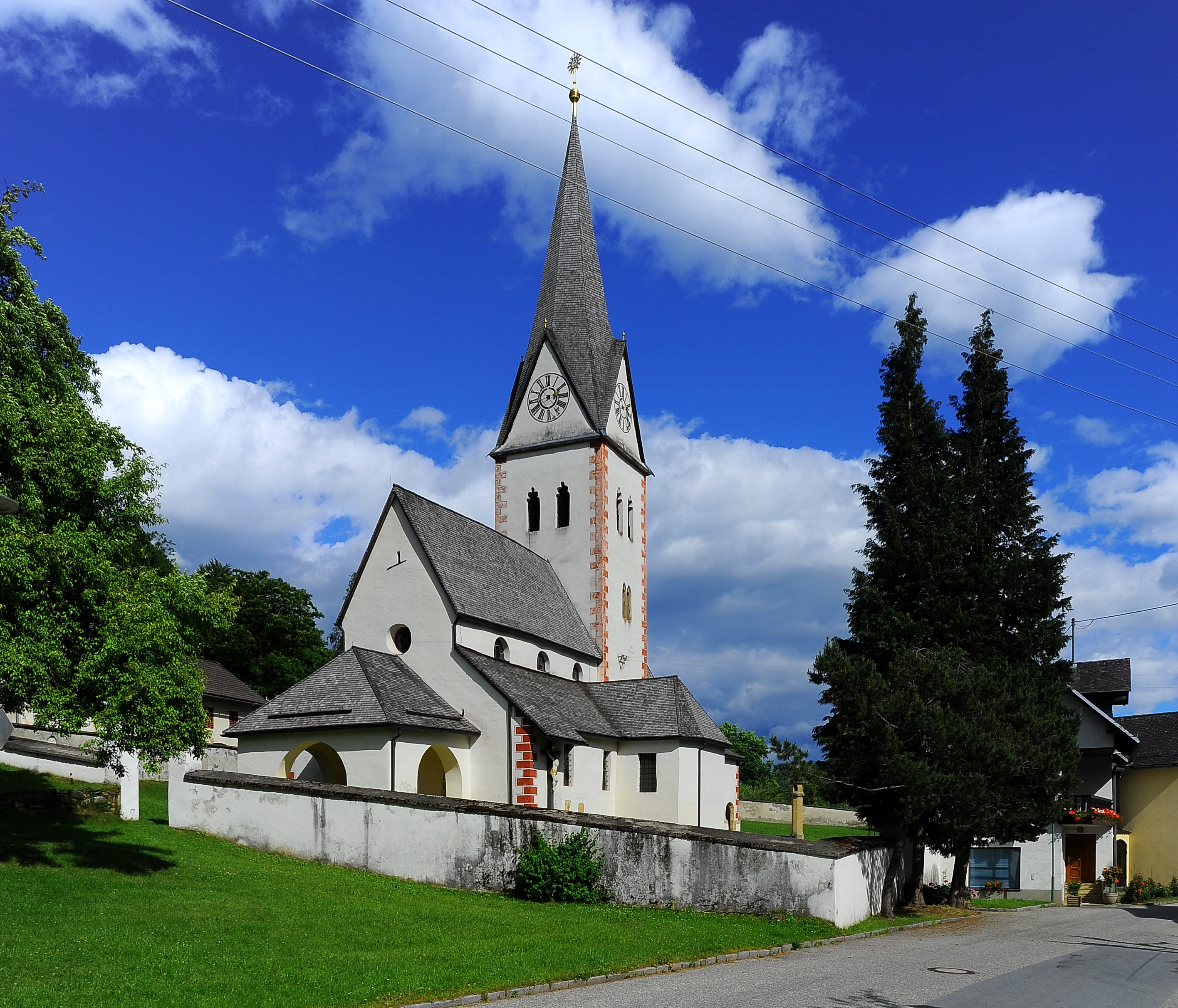
Pfarrkirche Keutschach

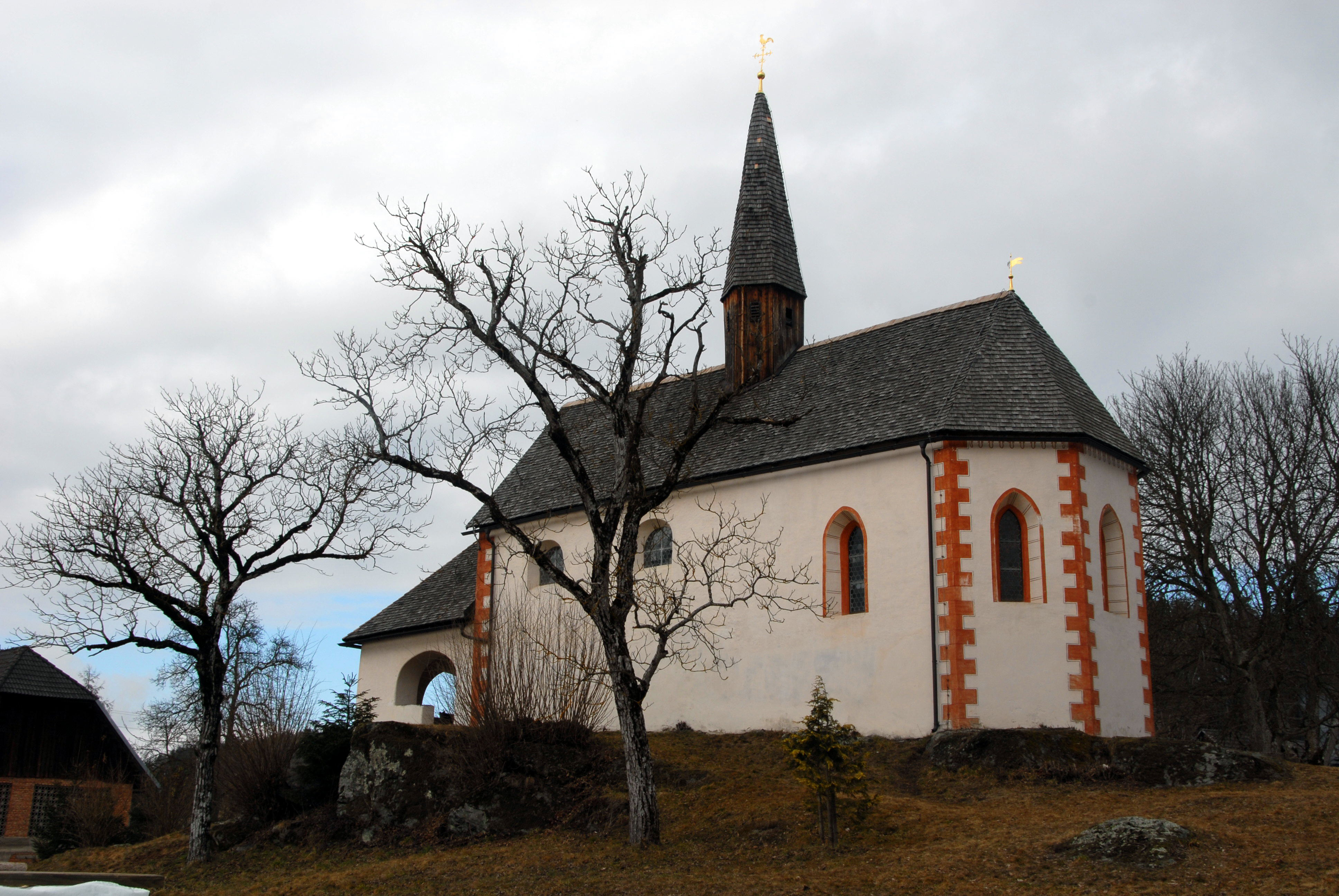
Filialkirche St. Nikolai

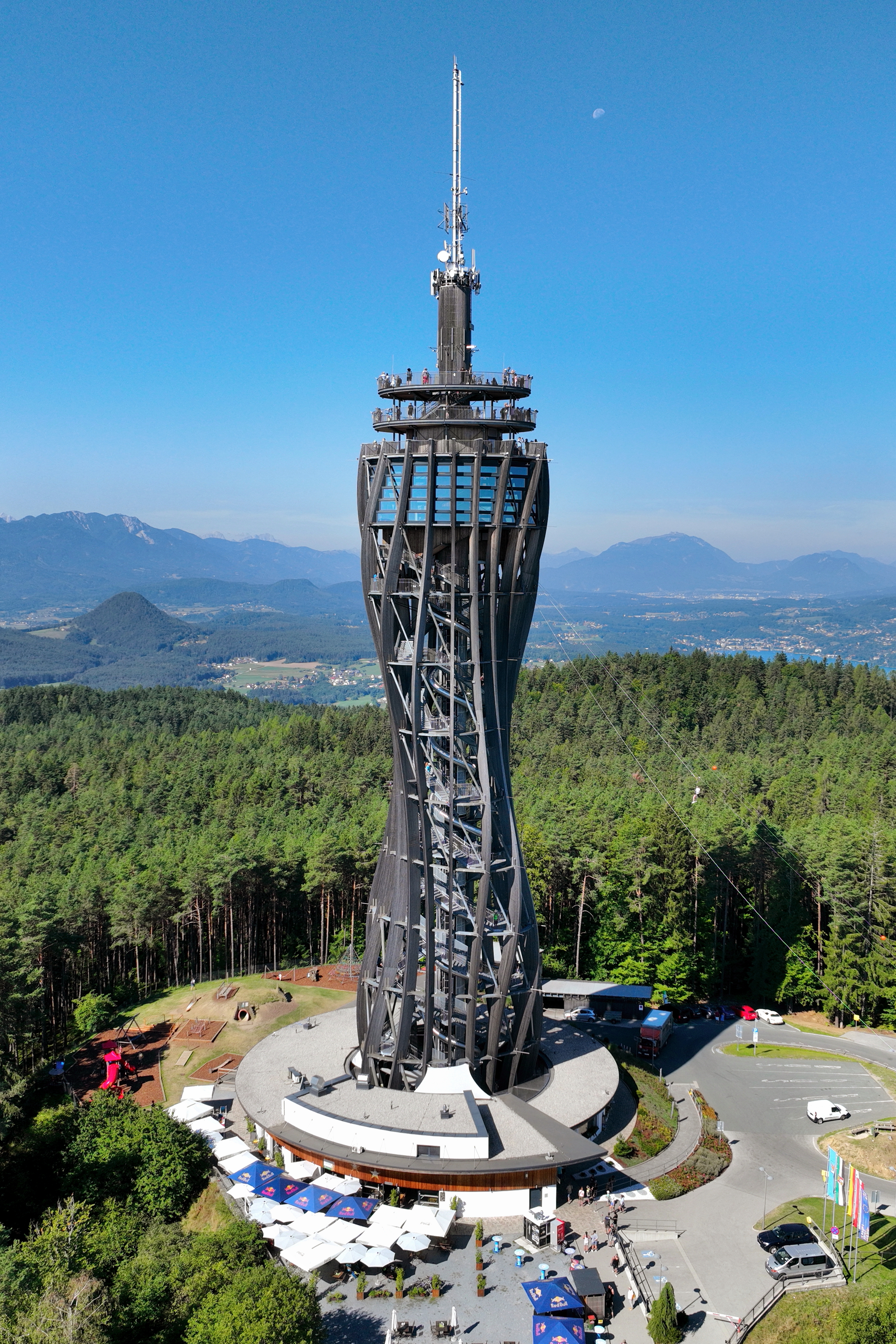
Aussichtsturm Pyramidenkogel

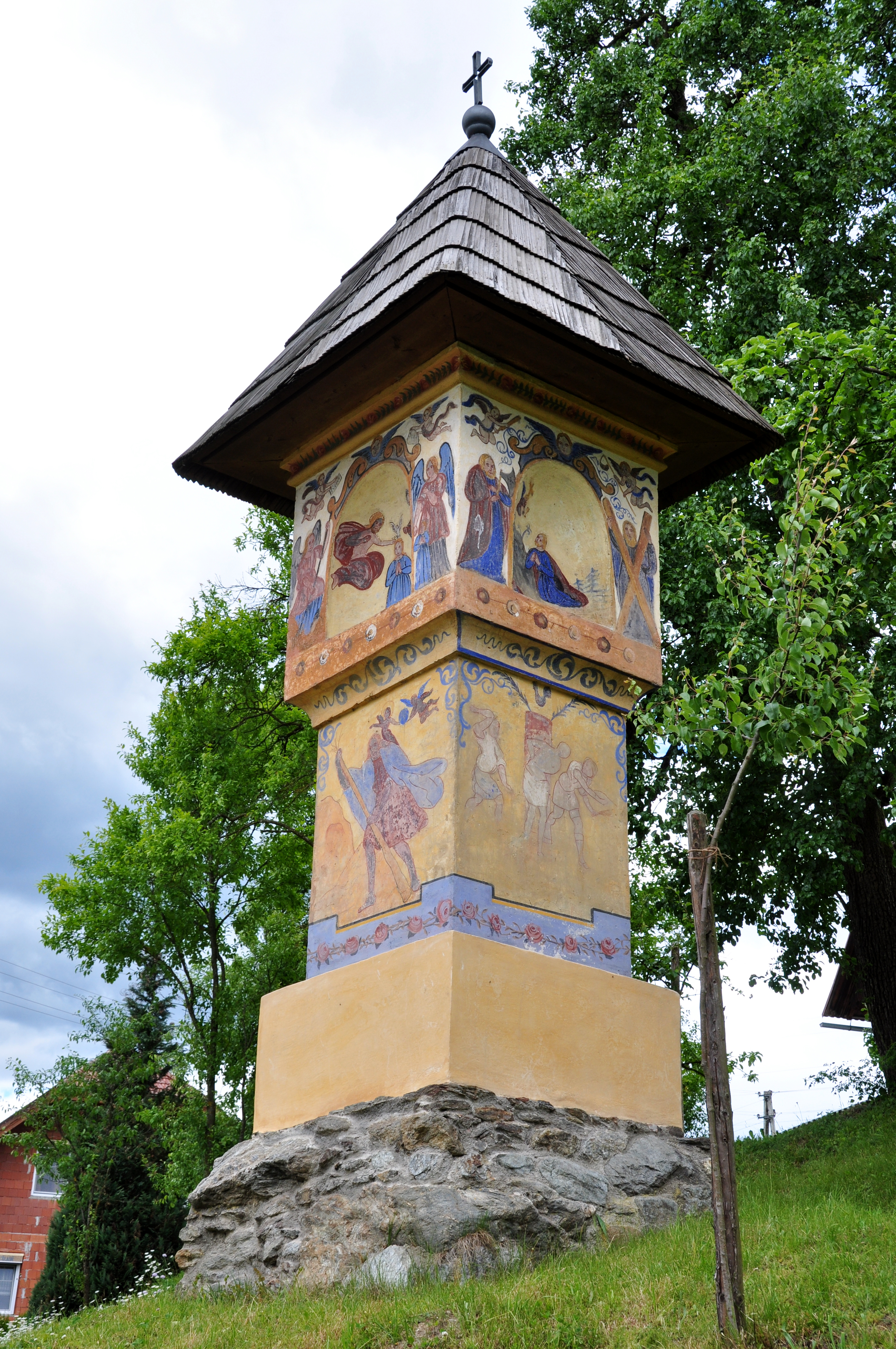
Polzerkreuz in Leisbach

- Feuchtbodensiedlung Keutschacher See
- Schloss Keutschach
- Katholische Pfarrkirche Keutschach Hll. Georg und Bartholomäus: Erstmals 1237/1242 urkundlich erwähnt, wurde ursprünglich im romanischen Stil erbaut und erhielt ihr heutiges Aussehen durch spätgotische und barocke Zu- und Umbauten. Glocken der Pfarrkirche
- Die romanisch-gotische Totenleuchte direkt neben der Pfarrkirche gilt als die Älteste in Österreich.

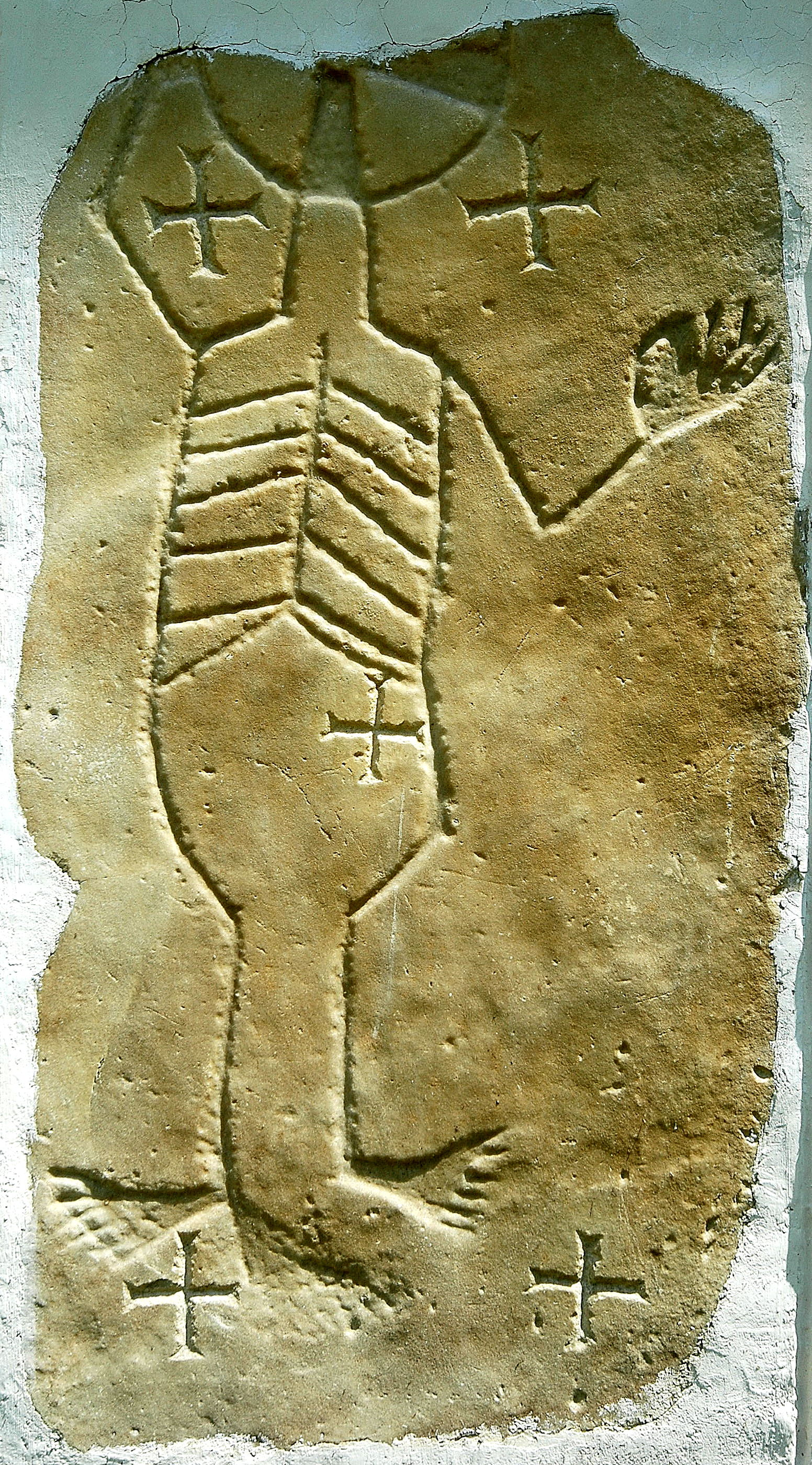
Steinplatte mit Helios-Skelett an der Pfarrkirchen-Südwand
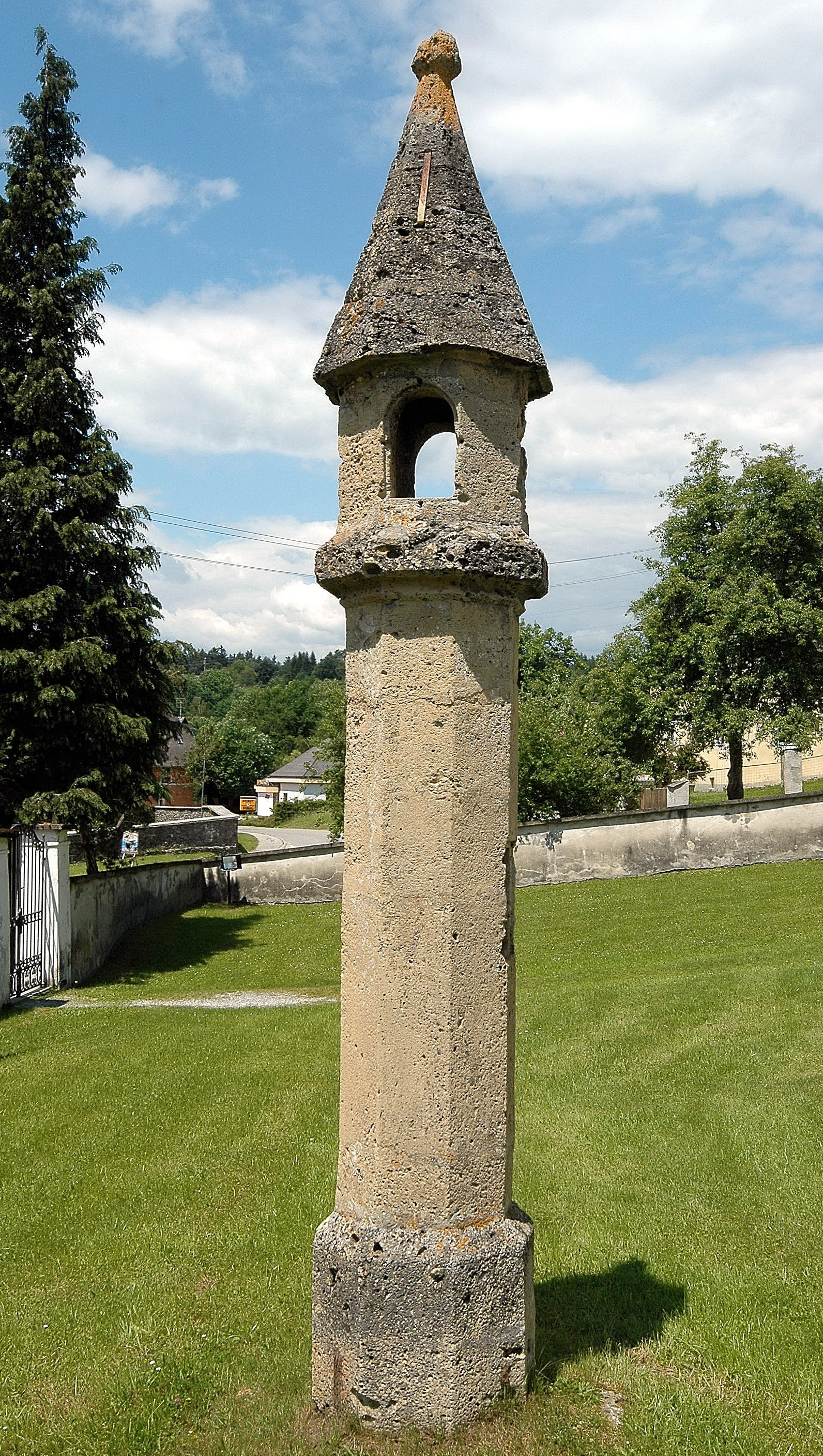
Gotische Totenleuchte am Kirchhof

- Am 20. Juni 2013 wurde der neue Aussichtsturm Pyramidenkogel eröffnet.
- An der südlichen Außenwand der Pfarrkirche zeigt eine eingemauerte vorromanische Steinplatte mit eingeritzter figürlicher Darstellung ein menschliches Skelett. Über deren vorchristlichen oder christlichen Ursprung sind sich die Fachleute nicht einig.
- Zur Pfarre gehören die beiden Filialkirchen St. Margarethen (1532) und St. Nikolai (1385).
- Anfang des 16. Jahrhunderts errichteten die Besitzer des Tals in Keutschach das „Alte Schloss“, eine aus mehreren Baukörpern bestehende burgartige Schlossanlage. 1679 wurde unweit dieser Anlage das „Neue Schloss“ im Barockstil errichtet, und später, vermutlich unter Vinzenz Graf Orsini-Rosenberg im 18. Jahrhundert, aufgestockt. Der Barockbau ist seit 1967 im Besitz der Gemeinde und wurde renoviert.
- Das „Polzerkreuz“ in Leisbach aus dem Jahr 1680 ist der älteste Bildstock Kärntens.
- In der Gemeinde gibt es mehrere Hersteller der „Keutschacher Keramik“, wie zum Beispiel Krüge, Trinkbecher, Vasen und ähnliche Gegenstände in der für diese Region charakteristischen Art des Designs.
- Am Südhang der Rauth oberhalb des Baßgeigensees und der Landesstraße soll ein Weinberg – wie an anderen günstigen Plätzen auch – den Weinbau in Kärnten wieder heimisch machen.
- Zwischen dem Baßgeigensee und dem Keutschacher See wurde ein Naturlehrpfad mit dem Schwerpunkt „Moor“ eingerichtet. Der Naturinteressierte erfährt auf einem Rundwanderweg Wissenswertes über Flora und Fauna in Sumpfgebieten, Feuchtwiesen und Aulandschaften.

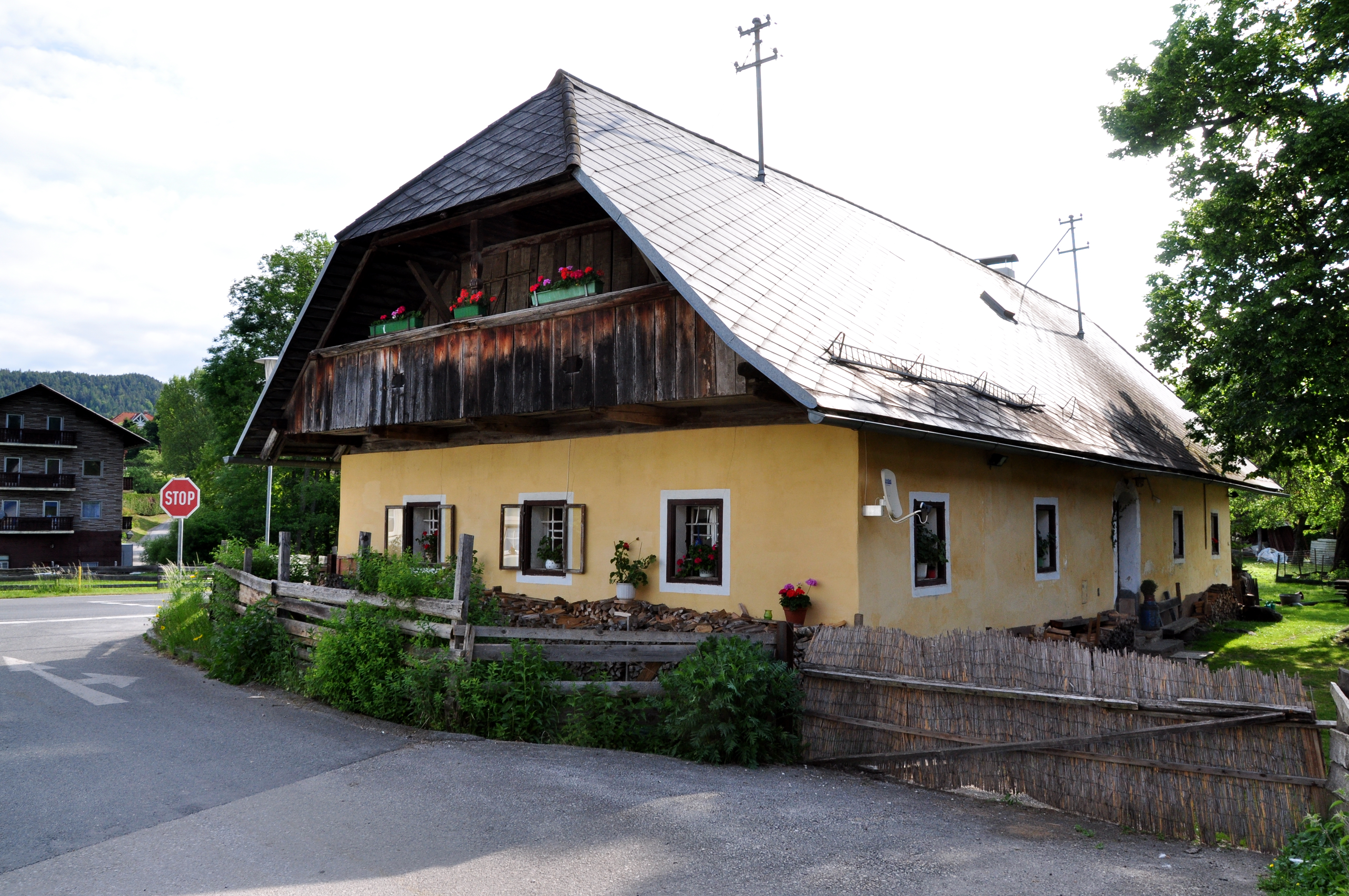
Wohnhaus der „Kuschker-Hube“ in Höflein Nummer 1

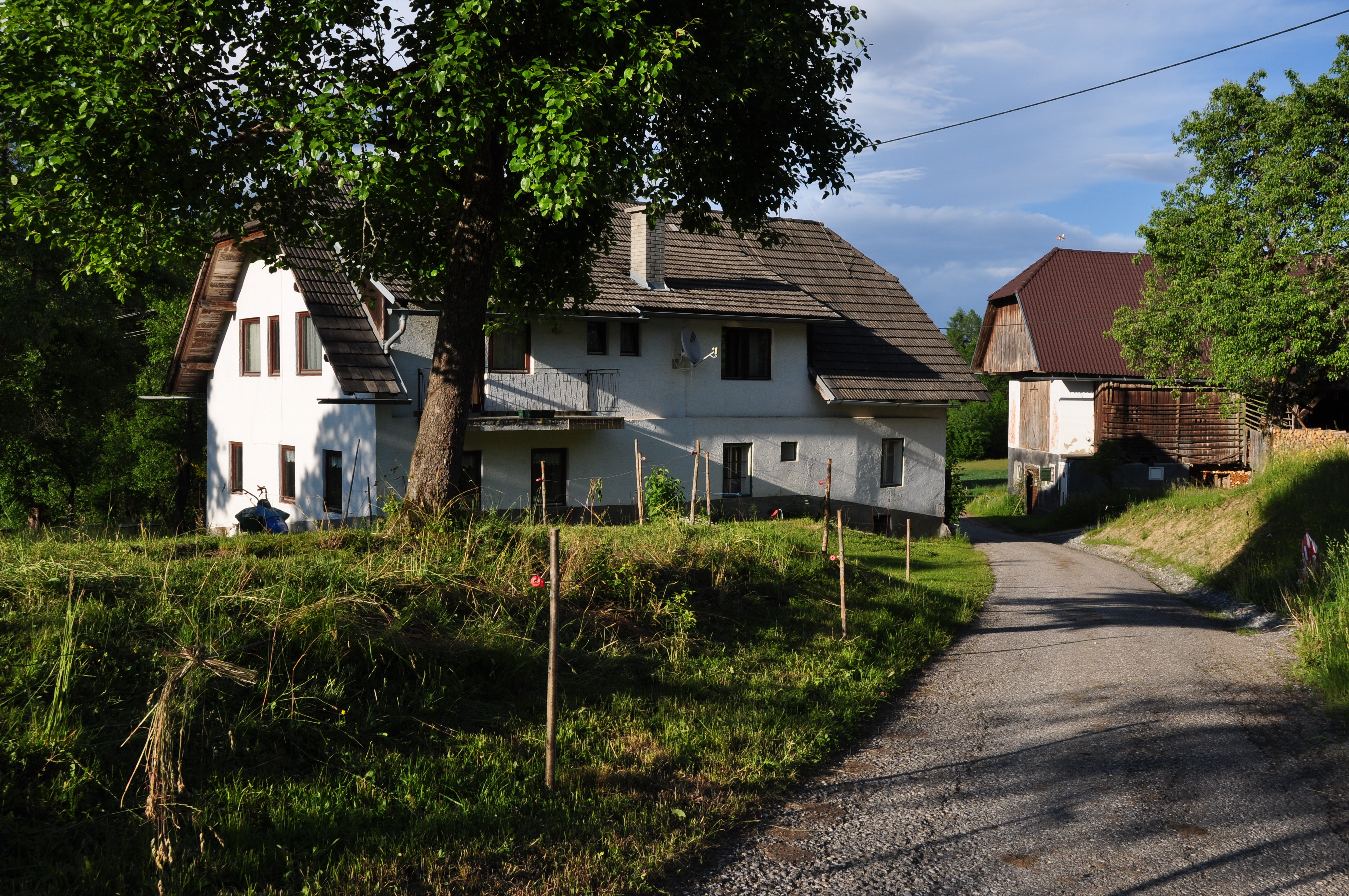
Hof „vulgo Triebnig“, Dobein Nummer 2

### Aufgelassener Steinbruch
Nördlich der „Fischerhütte“ in Plescherken Nummer 57 liegt der stillgelegte lokale Steinbruch mit Quarzitbänken. Unter „Quarzit“ versteht man metamorphen Sandstein. Dieser Steinbrüche im Gemeindegebiet dienten der Gewinnung von Bruchsteinen. Der rötlich gefärbte Bruch beginnt bereits zu verwachsen. Sichtbar ist eine steilstehende Klüftung sowie eine flachliegende Schieferung. Die „rostige“ Optik rührt von eisenhaltigen Verwitterungsüberzügen her.

### Bäuerliche Architektur
Die ländliche Bauweise hat sich in der Gemeinde Keutschach am See – wie in den meisten anderen Regionen Kärntens – in den letzten zwei Jahrhunderten mehrfach verändert. Der Franciscäische Kataster bot aus der ersten Hälfte des vorigen Jahrhunderts eine wichtige archivarische Quelle, die uns den Lageplan der damals vorhandenen Gebäude sowie deren Funktion überliefert. Eine kurze und prägnante Charakteristik ist dem „Catastral-Schätzungs-Elaborat“ zu entnehmen: „Größtenteils sind die Wohngebäude mit Steinen ein Stockwerk hoch gemauert, nur wenige von Holz gezimmert. Einige sind mit Schindeln größtenteils aber mit Stroh eingedeckt, und nur der Saum des Daches mit Schindeln belegt. Die den Wohngebäuden nahe liegenden Wirtschaftsgebäude sind gemauert, der obere Theil aber mit Holz gezimmert, und mit Stroh eingedeckt.“
Daraus ist ersichtlich, dass im ersten Viertel des 19. Jahrhunderts in der bodenständigen Bauweise insofern eine Änderung eingetreten ist, als dass die ältere Holzbauweise durch den Massivbau abgelöst wurde. Durch die topografische Lage der Gemeinde Keutschach am See südlich des Wörther Sees sind die Gebäude der Hauslandschaft Innerkärntens integriert, die Gebäude dieses Altbestands können durchweg als Rauchstubenhäuser gewertet werden. In der Regel handelt es sich hierbei um eine Aufreihung von drei Wohnräumen (Kammer, Rauchstube und Ofenstube), die dem Typ des „slowenischen Hauses in Unterkärnten“ entspricht und durch die Rechteckform der Grundrisse in den Indikationsskizzen bestätigt wird. In diesen zeigen sich auch die beherrschenden Kennzeichen eines zweihöfigen Systems, das heißt, Wohn- und Wirtschaftsgebäude sind voneinander getrennt errichtet oder zu einem Hofverband gruppiert, wobei nicht selten zusätzliche Wirtschaftsgebäude, die nicht immer näher spezifiziert sind, anzutreffen sind. Ein Beispiel eines Paarhofes in Massivbauweise ist das Anwesen vulgo Holzer in Dobeinitz, für die gemischte Bauweise steht das Anwesen Thomerl in Schelesnitz, in gezimmerter Holztechnik ist der Hof vulgo Triebnig in Dobein ausgeführt.

### Veranstaltungen
- Kärntner Seen-Radmarathon jedes Jahr im Juni mit Start in Keutschach

## Wirtschaft und Infrastruktur

### Wirtschaftssektoren
Von den 110 landwirtschaftlichen Betrieben des Jahres 2010 wurden 6 im Haupt-, 95 im Nebenerwerb, 7 von Personengemeinschaften und 2 von juristischen Personen geführt. Im Produktionssektor arbeiteten 64 Erwerbstätige in der Bauwirtschaft, 21 im Bereich Herstellung von Waren und 2 in der Energieversorgung. Die wichtigsten Arbeitgeber des Dienstleistungssektors waren die Bereiche Beherbergung und Gastronomie (106), soziale und öffentliche Dienste (67), freiberufliche Dienstleistungen (44) und der Handel (21 Mitarbeiter).
| Wirtschaftssektor            | Anzahl Betriebe | Anzahl Betriebe | Anzahl Betriebe | Erwerbstätige | Erwerbstätige | Erwerbstätige |
| Wirtschaftssektor            | 2021            | 2011            | 2001            | 2021          | 2011          | 2001          |
| ---------------------------- | --------------- | --------------- | --------------- | ------------- | ------------- | ------------- |
| Land- und Forstwirtschaft 1) | 40              | 110             | 118             | 49            | 41            | 43            |
| Produktion                   | 24              | 19              | 15              | 117           | 87            | 90            |
| Dienstleistung               | 174             | 176             | 110             | 395           | 279           | 262           |

1) Betriebe mit Fläche in den Jahren 2010 und 1999, Arbeitsstätten im Jahr 2021

### Arbeitsmarkt, Pendeln
Im Jahr 2011 lebten 1164 Erwerbstätige in Keutschach am See. Davon arbeiteten 249 in der Gemeinde, beinahe achtzig Prozent pendelten aus.

### Tourismus
Die landschaftlich und verkehrstechnisch attraktive Lage im Süden Kärntens begünstigen den Tourismus. Zahlreiche Hotels und Pensionen bieten Quartiere. Freibad und Campingplätze am Seeufer dienen dem Sommertourismus. Mehrere FKK-Plätze am Südufer haben sich über Jahrzehnte zu einem FKK-Center für über 3000 Gäste entwickelt. Die umliegende Landschaft ist durch Wander- und Radwege erschlossen. Buschenschänke, Cafés und Restaurants bieten Einkehrmöglichkeiten.
Die Gemeinde zählt jährlich rund 300.000 Übernachtungen, die fast ausschließlich im Sommer stattfinden. Die Spitze liegt in den Monaten Juli und August.
Eine besondere Attraktion stellt der 2013 neueröffnete Aussichtsturm Pyramidenkogel, der inklusive Antenne 100 Meter hoch ist und zahlreiche Attraktionen aufweist.

## Politik

### Gemeinderat
| Der Gemeinderat von Keutschach am See hat 19 Mitglieder (seit 1997, davor 15). \| Jahr \| SPÖ \| ÖVP \| FPÖ \| BZÖ \| TK \| GEL[A 1] \| KL[A 2] \| F[A 3] \| VP \| PLO \| BLK \| EL \| Link \| \| ---------------------------------------------------------------------------------------------------------------------------------------------------------- \| --- \| --- \| --- \| --- \| -- \| -------- \| ------- \| ------ \| -- \| --- \| --- \| -- \| ---- \| \| Gemeinderatswahl 1985 \| 9 \| 4 \| 1 \| - \| - \| - \| - \| - \| - \| - \| - \| 1 \| [10] \| \| Gemeinderatswahl 1991 \| 8 \| 2 \| 3 \| - \| - \| - \| - \| - \| - \| - \| 1 \| 1 \| [10] \| \| Gemeinderatswahl 1997 \| 7 \| 2 \| 8 \| - \| - \| - \| - \| - \| - \| - \| 1 \| 1 \| [11] \| \| Gemeinderatswahl 2003 \| 6 \| 3 \| 9 \| - \| - \| - \| - \| - \| - \| - \| 1 \| - \| [12] \| \| Gemeinderatswahl 2009 \| 4 \| - \| - \| 10 \| - \| 2 \| - \| - \| 3 \| - \| - \| - \| [13] \| \| Gemeinderatswahl 2015 \| 7 \| - \| - \| - \| - \| 2 \| - \| 1 \| 4 \| 5 \| - \| - \| [14] \| \| Gemeinderatswahl 2021 \| 7 \| 5 \| - \| - \| 5 \| 1 \| 1 \| - \| - \| - \| - \| - \| [15] \| \| Anmerkungen: 1. ↑ GEL ... Grüne Einheitsliste (GEL) 2. ↑ KL ... Keutschacher Liste (KL) 3. ↑ Die Freiheitlichen und Parteifreien - Liste Dr.Johannes Novak \| \| \| \| \| \| \| \| \| \| \| \| \| \| | Die zur Anzeige dieser Grafik verwendete Erweiterung wurde dauerhaft deaktiviert. Wir arbeiten aktuell daran, diese und weitere betroffene Grafiken auf ein neues Format umzustellen. (Mehr dazu) |     |     |     |    |     |    |   |    |     |     |    |        |
| Jahr | SPÖ | ÖVP | FPÖ | BZÖ | TK | GEL | KL | F | VP | PLO | BLK | EL | Link   |
| Gemeinderatswahl 1985 | 9 | 4   | 1   | -   | -  | -   | -  | - | -  | -   | -   | 1  | [ 10 ] |
| Gemeinderatswahl 1991 | 8 | 2   | 3   | -   | -  | -   | -  | - | -  | -   | 1   | 1  | [ 10 ] |
| Gemeinderatswahl 1997 | 7 | 2   | 8   | -   | -  | -   | -  | - | -  | -   | 1   | 1  | [ 11 ] |
| Gemeinderatswahl 2003 | 6 | 3   | 9   | -   | -  | -   | -  | - | -  | -   | 1   | -  | [ 12 ] |
| Gemeinderatswahl 2009 | 4 | -   | -   | 10  | -  | 2   | -  | - | 3  | -   | -   | -  | [ 13 ] |
| Gemeinderatswahl 2015 | 7 | -   | -   | -   | -  | 2   | -  | 1 | 4  | 5   | -   | -  | [ 14 ] |
| Gemeinderatswahl 2021 | 7 | 5   | -   | -   | 5  | 1   | 1  | - | -  | -   | -   | -  | [ 15 ] |
| Anmerkungen: 1. 2. 3. | |     |     |     |    |     |    |   |    |     |     |    |        |

### Bürgermeister
Direkt gewählter Bürgermeister ist seit 2021 Gerhard Oleschko (TK).

### Wappen
Die Gemeinde übernahm 1954 das Vollwappen der Keutschacher zum Zeitpunkt des Höhepunkts ihrer Macht, wie es im Wappenbuch C des Landesarchivs (um 1625) abgebildet ist. In zwei Feldern des vierfach geteilten Schildes ist ein gestürzter roter Hut mit drei aufrecht gestellten Straußenfedern abgebildet, und der kleine Herzschild in der Mitte des Wappens zeigt auf schwarzem Grund eine silberne Rübe mit grünen Blättern. Hinweise auf die Gründe für die Motivwahl sind nicht überliefert. Die Fahne von Keutschach ist Grün-Weiß-Schwarz mit eingearbeitetem Wappen.

### Partnergemeinden
Keutschach unterhält zwei Gemeindepartnerschaften:
- Medea (Friaul-Julisch Venetien), Italien, seit 1992
- Šempeter-Vrtojba, Slowenien, seit 2014

## Persönlichkeiten

### Söhne und Töchter der Gemeinde
- Franz von Knapitsch (1785–1867), Advokat und Politiker aus dem Adelsgeschlecht Knappitsch
- Johann Seebacher (1816–1890), Politiker

### Mit der Gemeinde verbundene Persönlichkeiten
- Heinz Engl (* 1953), Mathematiker und Rektor der Universität Wien
- Andrina Mračnikar (* 1981), Regisseurin und Drehbuchautorin
- Ingomar Pust (1912–1998), Journalist und Schriftsteller
- Markus Schöttl (* 1977), Schauspieler und Sänger
- Janez Starc (1885–1953), Politiker (Partei der Kärntner Slowenen) und Priester